# Baħar iċ-Ċagħaq
Baħar iċ-Ċagħaq egy község a máltai nagy sziget középső részén, a Nagy törésvonal (Great Fault) északkeleti végén. Az egykor önálló községet a helyi tanácsok létrehozásakor megosztották Naxxar és Għargħur tanácsai között. Becsült lakossága 2007-ben 1250 fő volt. Nevének jelentése ’fodrozódó tenger’.

## Története
A tengerparti rész sokáig elhagyott volt. 1658-ban Martín de Redín johannita nagymester őrtornyot építtetett a parton, a biztonságosabbá váló területen pedig létrejött az első község. Brichelot és Bremond 1718-as térképén Baharcuhiar-ként szerepel. A 18. században több üteg (battery) és bástya (redoubt) is épült a környéken, ma már csak nyomaik láthatók.
A brit megszállás idején katonai szállásterület volt. A helyi tanácsok létrehozásakor megosztották a két tanács között oly módon, hogy a terület nagyobb része Naxxar, a plébániatemplom környéke viszont Għargħur tanácsához került. Két régi, elhagyott kápolnája mellett nemrég új plébániatemploma, 1959-ben szerzetesi nyugdíjasotthona is épült.
2010 júniusában részlegesen önálló önkormányzatot, minitanácsot választhatott.

## Nevezetességei
- Torri ta' Qalet Marku (Qalet Marku Tower): Martín de Redín nagymester őrtornya az északi parton
- Szent János evangélista kápolnája:[1] fogadalmi ajándékként épült, és 1757-ben már állt
- Angyalok Királynéja kápolna
- Mediterraneo Marine Park: főként turistalátványosság
- Splash & Fun Park: főként turistalátványosság, különösen a delfin-show kedvelt
- Nevezetessége még a hosszú tengerpartja, amelyet inkább a helyiek kedvelnek

## Közlekedése
A két szomszédos községből jól megközelíthető. Nemrég a naxxari rész nagy részét egyirányúsították. Tengerpartján fut a San Pawl il-Baħartól a kikötők felé tartó parti főút.
Autóbuszjáratai:
- 12 (Valletta-Buġibba)
- 14 (Valletta-Baħar iċ-Ċagħaq)
- 205 (Rabat-Pembroke)
- 222 (Sliema-Ċirkewwa)
- X1 (expressz, Repülőtér-Ċirkewwa)
- N11 (éjszakai, San Ġiljan-Ċirkewwa)
- N31 (éjszakai, San Ġiljan-Qawra)